# Alexander Ring
Alexander Ring (* 9. April 1991 in Helsinki) ist ein finnischer Fußballspieler.
Er steht beim Austin FC unter Vertrag. Zuvor hat er unter anderem in der Bundesliga für Borussia Mönchengladbach gespielt. Von 2011 bis 2018 absolvierte Ring 44 Spiele für die finnische Nationalmannschaft, in denen er zwei Tore erzielte.

## Karriere

### Im Verein

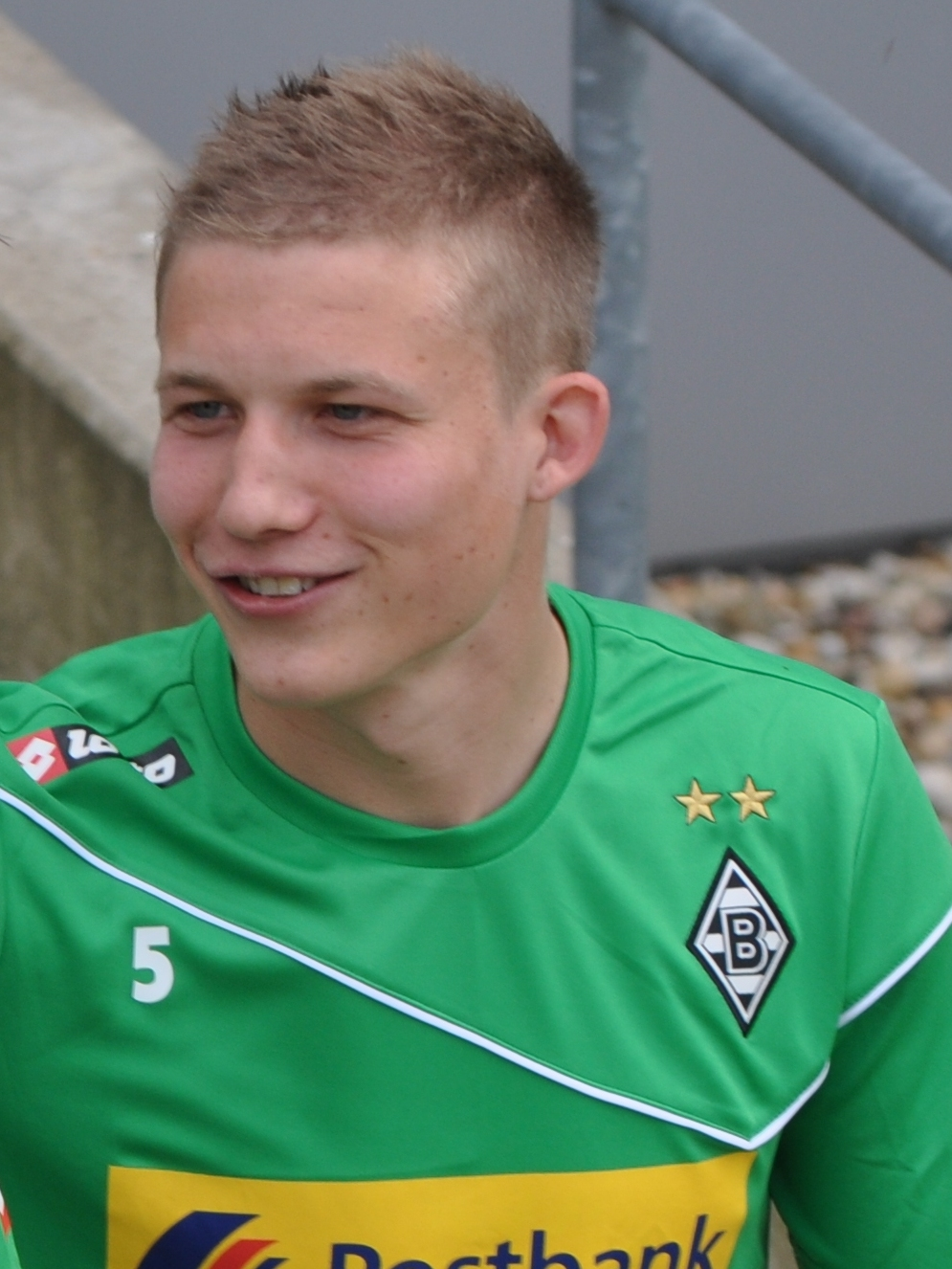
Alexander Ring 2012

Ring wanderte mit seinen Eltern 1994 nach Deutschland aus, da sein Vater bei einem Automobilhersteller eine Anstellung fand. In Bonn begann Ring beim VfL Lannesdorf mit dem Fußballspielen und wechselte im Jahr 1998 in die Jugendabteilung von Bayer 04 Leverkusen. Anfang 2009 kehrte Ring mit seinen Eltern nach Finnland zurück. Grund dafür waren einerseits seine schulischen Leistungen, andererseits auch das Heimweh seiner Mutter und auch erhielt sein Vater ein Jobangebot aus Finnland; Ring war in Deutschland auf der International School und danach im deutschen Gymnasium, ehe er nach der Rückkehr nach Finnland die Sporthochschule besuchte. Ring wechselte in die Jugendabteilung von HJK Helsinki. Zwischendurch spielte er auch in der zweiten Mannschaft des Klubs, die als Klubi-04 Helsinki auftrat.
Zu Beginn der Spielzeit 2010 wurde Ring in die Profimannschaft integriert. Sein Profieinstand gab er am 31. Juli 2010 (16. Spieltag) mit seiner Einwechslung gegen den Vaasan PS. Im August 2010 wurde er bis zum Jahresende an den Ligakonkurrenten Tampere United ausgeliehen. In seinem ersten Spiel für den Klub aus Tampere am 10. September 2010 gegen den FC Lahti stand Ring in der Anfangself und in seinem zweiten Ligaspiel erzielte er gegen Turku PS sein erstes Tor. Nach Ende seines Leihvertrages kehrte Ring zur Spielzeit 2011 zum HJK Helsinki zurück, bei dem er sich einen Stammplatz erkämpfte. Mit HJK Helsinki nahm er an der Qualifikation zur Champions League 2011/12 und nach dem dortigen Ausscheiden in der Play-off-Runde zur Europa League 2011/12 teil, in der sich der Verein nicht gegen den FC Schalke 04 durchsetzen konnte. Ende 2011 gewann Ring mit HJK Helsinki die Meisterschaft und auch den Vereinspokal.
In der Winterpause 2011/12 lieh Borussia Mönchengladbach Ring bis zum 30. Juni 2013 aus. Sein erstes Bundesligaspiel für die Borussia absolvierte Ring am 10. März 2012 (25. Spieltag) beim 0:0-Unentschieden im Heimspiel gegen den SC Freiburg, als er in der 71. Minute für Oscar Wendt eingewechselt wurde. Zum Saisonende belegte Borussia Mönchengladbach den vierten Tabellenplatz, der gleichbedeutend mit der Qualifikation für die Play-offs zur Champions League war. In der Folgesaison wurde die erneute Qualifikation für das internationale Geschäft verpasst. Die Kaufoption zog Borussia Mönchengladbach nicht.
Zur Saison 2013/14 wechselte Ring zum deutschen Zweitligisten 1. FC Kaiserslautern, bei dem er einen bis zum 30. Juni 2017 gültigen Vertrag unterschrieb. Am 20. Juli 2013 (1. Spieltag) debütierte er für den FCK beim 1:0-Sieg im Auswärtsspiel gegen den SC Paderborn 07. In den ersten beiden Saisons verpasste der FCK als Tabellenvierter den Aufstieg in die Bundesliga, ehe man in der Saison 2015/16 den zehnten Tabellenplatz belegte.
Im Januar 2017 wechselte Ring in die US-amerikanische Profiliga MLS zum New York City FC.

### Nationalmannschaft
Ring lief einmal für die finnische U-18-Nationalmannschaft sowie sechsmal für die U-19 auf. Am 7. Juni 2011 kam er in Solna bei der 0:5-Niederlage im EM-Qualifikationsspiel gegen die Auswahl Schwedens zu seinem Debüt für die finnische A-Nationalmannschaft. Ring konnte sich mit der Nationalmannschaft weder für eine Welt- oder Europameisterschaft qualifizieren. Mit der Mannschaft errang er allerdings durch einen 2:0-Sieg gegen Estland den dritten Platz beim Baltic Cup 2014. Sein letztes Spiel für die finnische Nationalmannschaft absolvierte er am 2. September 2017 im WM-Qualifikationsspiel in Tampere gegen Island, in dem ihm mit seinem zweiten Länderspieltor der 1:0-Siegtreffer gelang. Am 30. September 2018 trat Ring im Alter von 27 Jahren nach insgesamt 44 Einsätzen aus der Nationalmannschaft zurück.

## Erfolge
Nationalmannschaft
- Zweiter beim Baltic Cup 2012
- Dritter beim Baltic Cup 2014

Vereine
- Finnischer Meister: 2011
- Finnischer Pokalsieger: 2011